# Mahavira (Mathematiker)
Mahavira war ein indischer Mathematiker des 9. Jahrhunderts.
Er gehörte der Religion des Jainismus an und wirkte in Mysore an einer Schule von Mathematikern (speziell der Jaina-Schule von Mathematikern). Sein einziges bekanntes Werk ist Ganitasarasangraha (um 850). Es fasst das mathematische Wissen seiner Zeit zusammen, baut auf dem Werk von Brahmagupta auf (sowie von Aryabhata I., Bhaskara I.), vereinfacht diesen an verschiedenen Stellen und bringt Ergänzungen. Es ist das früheste indische Werk, das ausschließlich der Mathematik gewidmet ist. Frühere Werke standen meist in Zusammenhang mit Astronomie.
Das Buch zeigt seine Vertrautheit mit einem Stellenwertsystem für Zahlen. Er behandelte das Rechnen mit Brüchen, die Berechnung der Kubikwurzel, Lösungen von linearen Gleichungen mit Unbekannten (wobei ganzzahlige Lösungen gesucht werden), Permutationen und Kombinationen, Berechnung des Kugelvolumens und Formeln für das Sehnenviereck. Er gab eine Näherungsformel für Fläche und Umfang einer Ellipse.